# Wienerbrød
Wienerbrød er et bagværk af gærdej, hvori der er indrullet fedtstof. Wienerbrød opnår sit flagede udseende ved at dejen udrulles adskillige gange. Bagværket stammer fra Wien, men er blevet en specialitet i Danmark og de andre skandinaviske lande.
Wienerbrød fremstilles i to hovedtyper:
- Større kager der sælges hele i portionsstykker (som også kaldes for wienerstang).[1] De er ofte dekoreret med sukkerglasur og nødder eller krymmel.
- Enkeltstykker, der oftest er runde med en fordybning i midten til creme ("bagerens dårlige øje") eller syltetøj.

Wienerbrød findes i mange varianter, for eksempel spandauer, romsnegl, kanelsnegl og kringle.

## Navn
Navnet winerbrød bliver benyttet i Danmark, Estland, Finland, Færøerne, Island, Norge og Sverige. Da særligt Danmark er kendt for sit wienerbrød, og danskere førte det ind i USA, kaldes det Danish pastry, eller nogle gange bare Danish på engelsk og Kopenhagener Gebäck på tysk, mens det franske sprog har indtaget en midterposition og kalder det et viennoiserie danoise. I mange spansktalende lande kaldes det facturas.
I Wien kaldes wienerbrød Kopenhagener Plunder eller Dänischer Plunder. Wienerbrød bliver, ligesom croissanter, fremstillet af mange lag gærhævet dej, der giver en lagdelt struktur som minder om butterdej.

## Historie
Wienerbrøds oprindelse bliver tilskrevet en strejke blandt danske bagere i Danmark i 1850. Strejken tvang indehaverne af bagerierne til at hyre arbejdskraft fra andre lande, heriblandt bagere fra Østrig, som medbragte deres egen bagertradition og wienerbrødsopskrifter, som hidtil havde været ukendte i Danmark. Det østrigske wienerbrød Plundergebäck blev hurtigt populært i Danmark, og efter arbejdsnedlæggelsen adopterede de danske bagere de østrigske opskrifter, men justerede dem efter deres egen smag og tradition, ved bl.a. at øge mængden af æg og fedtstof.
Et alternativt bud på wienerbrødets oprindelse er de Grisonske Sukkerbagere, som vandrede ud i verden efter at være blevet smidt ud fra Venedig i 1766.
En af traditionerne, som de østrigske bagere medbragte til Danmark, var lamineringsteknikken, der kom fra Wien. Den var ny for danskerne, og derfor blev det danske navn "Wienerbrød", og navnet bruges i stor udstrækning i Nordeuropa. På dette tidspunkt blev meget bagværk navngivet med eksotiske navne i Danmark.
Det danske bageri Mette Munk var det første firma, der eksporterede frosset wienerbrød til Storbritannien og USA og gør det endnu.

### Wienerbrøds historie i USA
Lauritz C. Klitteng fra Læsø populariserede navnet "Danish pastry" i USA i 1915–1920. Wienerbrødet bagte det angiveligt til den amerikanske præsident Woodrow Wilson i december 1915. Klitteng rejste verden rundt for at promovere sit produkt, og der blev skrevet om ham i National Baker, Bakers' Helper og Bakers Weekly i 1920. Klitteng åbnede en kortlivet restaurant med dansk mad på Fifth Avenue i New York City.
Herman Gertner, der ejede en restaurantkæde i New York, fik Klitteng til New York for at sælge wienerbrød. I Gertners nekrolog d. 23. januar 1962 i New York Times, stod der:
"At one point during his career Mr. Gertner befriended a Danish baker who convinced him that Danish pastry might be well received in New York. Mr. Gertner began serving the pastry in his restaurant and it immediately was a success."

## Sammensætning
Ingredienserne består af mel, gær, æg og rigelige mængder smør eller margarine.
Smør er det traditionelle fedtstof i wienerbrød. I industrien kan andre typer fedtstof bruges som hydrogeneret solsikkeolie (kendt som "pastry fat" i Storbritannien). Gærdejen bliver rullet tyndt ud, dækket med et tyndt lag smør og derefter foldet og rullet igen i adskillige lag. Om nødvendigt bliver dejen nedkølet, for at gøre den lettere at håndtere. Processen med rulle den ud, lægge smør på, folde og nedkøle den bliver gentaget flere gange for at skabe en dej i mange lag, der, når den bliver bagt, bliver luftig, sprød udenpå, smøragtig og i flager. Det er den traditionelle måde, men det er ikke altid, at det gøres sådan. Undertiden bliver dejen ikke lavet i mange lag.
Wienerbrød bliver ofte spist i Danmark med chokolade, perlesukker, glasur og eller nødder på toppen, og det kan være fyldt med marmelade, æbler, remonce, marcipan og/eller kagecreme. Det laves i adskillige former: runde med fyld i midten (såkaldt spandauer, ottetal, spiral (eksempelvis kanelsnegle) og kringler, der har form som en brezel.
I Storbritannien bliver ingredienser som marmelade, creme, abrikoser, rosiner, mandelflager, pekannødder eller karameliseret karamel lagt på eller imellem dejen, som derefter bages. Kardemomme bliver ofter tilføjet for at givet en aromatisk fornemmelse af sødhed.
I USA er wienerbrød typisk med frugttopping eller søde oste, som bliver lagt ovenpå, inden det bages.. Wienerbrød med nøddefyld er også populært.
I Argentina bliver de ofte fyldt med dulce de leche eller dulce de membrillo.